# Румунија на Светском првенству у атлетици у дворани 2018.
Румунија је на 17. Светском првенству у атлетици у дворани 2018. одржаном у Бирмингему од 1. до 4. марта учествовала седамнаести пут, односно учествовала је на свим првенствима до данас. Репрезентацију Румуније представљале су 4 такмичарке које су се такмичиле у 5 дисциплина.,
На овом првенству такмичарке Румуније нису освојиле ниједну медаљу али су изједначиле један лични рекорд.
У табели успешности према броју и пласману такмичара који су учествовали у финалним такмичењима (првих 8 такмичара) Румунија је са 1 учесницом у финалу делила 37. место са 5 бодова.
| Плас. | Земља    | 1. место | 2. место | 3. место | 4. место | 5. место | 6. место | 7. место | 8. место | Бр. финал. | Бод. |
| ----- | -------- | -------- | -------- | -------- | -------- | -------- | -------- | -------- | -------- | ---------- | ---- |
| =37.  | Румунија | 0        | 0        | 0        | 1        | 0        | 0        | 0        | 0        | 1          | 5    |

## Учесници
Жене:
- Клаудија Михаела Бобоча — 1.500 м. 3.000 м
- Анамарија Нестериук — 60 м препоне
- Алина Ротару — Скок удаљ
- Елена Пантуроју — Троскок

## Резултати

### Жене
| Атлетичарка             | Дисциплина   | Лични рекорд | Квалификације | Квалификације | Полуфинале            | Полуфинале            | Финале                | Финале       | Детаљи |
| Атлетичарка             | Дисциплина   | Лични рекорд | Резултат      | Место         | Резултат              | Место                 | Резултат              | Место        | Детаљи |
| ----------------------- | ------------ | ------------ | ------------- | ------------- | --------------------- | --------------------- | --------------------- | ------------ | ------ |
| Клаудија Михаела Бобоча | 1.500 м      | 4:08,19      | 4:24,60       | 9. у гр. 2    |                       |                       | Није се квалификовала | 25 / 25 (26) |        |
| Клаудија Михаела Бобоча | 3.000 м      | 8:51,58      |               |               |                       |                       | 9:23,70               | 13 / 14      |        |
| Анамарија Нестериук     | 60 м препоне | 8,17         | 8,32          | 7. у гр. 3    | Није се квалификовала | Није се квалификовала | Није се квалификовала | 30 / 36 (37) |        |
| Алина Ротару            | Скок удаљ    | 6,74         |               |               |                       |                       | 6,41                  | 9 / 13       |        |
| Елена Пантуроју         | Троскок      | 14,33        | 14,33 =ЛР     | 4 / 17        |                       |                       |                       |              |        |